# Vitra (firma)
Vitra AG je švýcarská společnost zabývající se výrobou a obchodem s bytovým a kancelářským nábytkem. Ústředí společnosti sídlí v Birsfeldenu v kantonu Basel-Landschaft ve Švýcarsku.

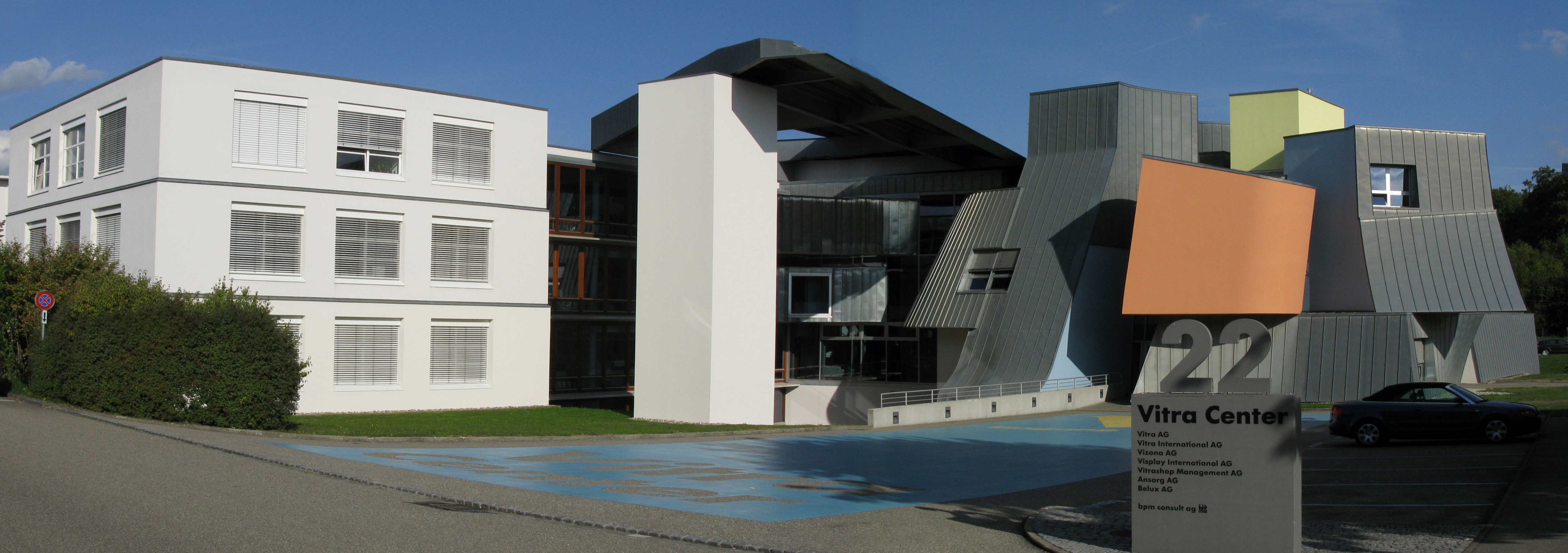
Hlavní sídlo společnosti Vitra v Birsfeldenu

Firma má samostatné pobočky ve 14 státech, včetně Česka. V německé obci Weil am Rhein je od roku 1989 v provozu Vitra Design Museum a od roku 2014 skoro 31 metrů vysoká rozhledna s plechovou skluzavkou Vitra Rutschturm.